# Points (basket-ball)
Pour les articles homonymes, voir Point (hockey sur glace) et Point.

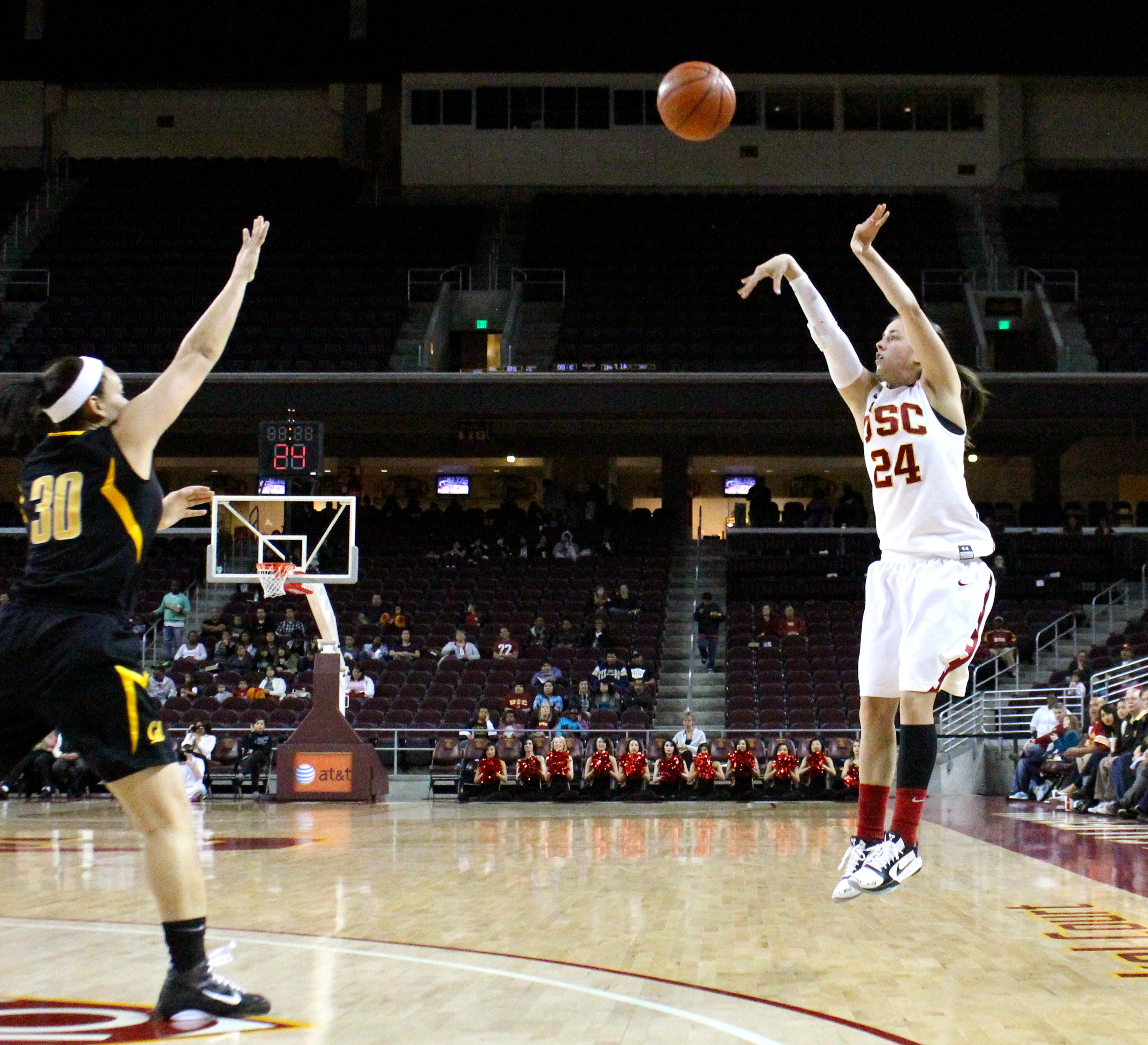
Trojans Ashley Corral tire à trois points

Au basket-ball, les points servent à indiquer le score d'un match. Ces points s'acquièrent de trois façons : les paniers (à deux ou trois points) et les lancers francs.
L'équipe qui a le plus de points à la fin de la partie est déclarée victorieuse.

## Records NBA

### En carrière

#### Saison régulière
- Total de points : LeBron James : 38 387 [1].
- Moyenne : Michael Jordan  (Bulls de Chicago) : 30,13 points par match[2].

#### Playoffs (séries éliminatoires)
- Total de points : Michael Jordan (Bulls de Chicago) : 5 987 [2].
- Moyenne : Michael Jordan (Bulls de Chicago) : 33,4 points par match[2].

### En une saison

#### Saison régulière
- Total de points : Wilt Chamberlain (Warriors de Philadelphie) : 4 029 pendant la saison 1961-1962.
- Moyenne : Wilt Chamberlain (Warriors de Philadelphie) : 50,4 points par match pendant la saison 1961-1962.

### Sur un match

#### Saison régulière
| Type statistique  | Saison régulière | Saison régulière | Saison régulière         | Saison régulière      | Saison régulière | Ref   |
| Type statistique  | Record           | Joueur           | Club                     | Adversaire            | Date             | Ref   |
| ----------------- | ---------------- | ---------------- | ------------------------ | --------------------- | ---------------- | ----- |
| En un match       | 100              | Wilt Chamberlain | Warriors de Philadelphie | Knicks de New York    | 2 mars 1962      | [ 3 ] |
| En une mi-temps   | 59               | Wilt Chamberlain | Warriors de Philadelphie | Knicks de New York    | 2 mars 1962      | [ 3 ] |
| En un quart-temps | 37               | Klay Thompson    | Warriors de Golden State | Kings de Sacramento   | 23 janvier 2015  |       |
| En prolongation   | 16               | Gilbert Arenas   | Wizards de Washington    | Lakers de Los Angeles | 17 décembre 2006 |       |

#### Playoffs (séries éliminatoires)
| Type statistique              | Playoffs | Playoffs       | Playoffs                 | Playoffs                  | Playoffs      | Ref   |
| Type statistique              | Record   | Joueur         | Club                     | Adversaire                | Date          | Ref   |
| ----------------------------- | -------- | -------------- | ------------------------ | ------------------------- | ------------- | ----- |
| En un match                   | 63 (2OT) | Michael Jordan | Bulls de Chicago         | Celtics de Boston         | 20 avril 1986 | [ 4 ] |
| En un match sans prolongation | 61       | Elgin Baylor   | Lakers de Los Angeles    | Celtics de Boston         | 14 avril 1962 | [ 5 ] |
| En une mi-temps               | 39       | Sleepy Floyd   | Warriors de Golden State | Lakers de Los Angeles     | 10 mai 1987   |       |
| En un quart-temps             | 29       | Sleepy Floyd   | Warriors de Golden State | Lakers de Los Angeles     | 10 mai 1987   |       |
| En prolongation               | 17       | Stephen Curry  | Warriors de Golden State | Trail Blazers de Portland | 9 mai 2016    |       |

#### Finales NBA
| Type statistique  | Finales NBA | Finales NBA    | Finales NBA           | Finales NBA               | Finales NBA   | Ref   |
| Type statistique  | Record      | Joueur         | Club                  | Adversaire                | Date          | Ref   |
| ----------------- | ----------- | -------------- | --------------------- | ------------------------- | ------------- | ----- |
| En un match       | 61          | Elgin Baylor   | Lakers de Los Angeles | Celtics de Boston         | 14 avril 1962 | [ 5 ] |
| En une mi-temps   | 35          | Michael Jordan | Bulls de Chicago      | Trail Blazers de Portland | 3 juin 1992   |       |
| En un quart-temps | 25          | Isiah Thomas   | Pistons de Détroit    | Lakers de Los Angeles     | 19 juin 1988  |       |
| En prolongation   |             |                |                       |                           |               |       |